# 迪济米约
迪济米约（法語：Dizimieu，法語發音：[dizimjø]）是法国伊泽尔省的一个市镇，位于该省西北部，属于拉图尔迪潘区。

## 地理
迪济米约（45°43'6"N, 5°17'55"E）面积9.74 平方千米，位于法国奥弗涅-罗讷-阿尔卑斯大区伊泽尔省，该省份为法国东南部内陆省份，北起顺时针与安省、萨瓦省、上阿尔卑斯省、德龙省、阿尔代什省、卢瓦尔省和罗讷省。
与迪济米约接壤的市镇（或旧市镇、城区）包括：锡雪-圣于连和卡里雪、特雷普、维勒穆瓦里约、克雷米约、莫拉、圣伊莱尔德布朗。

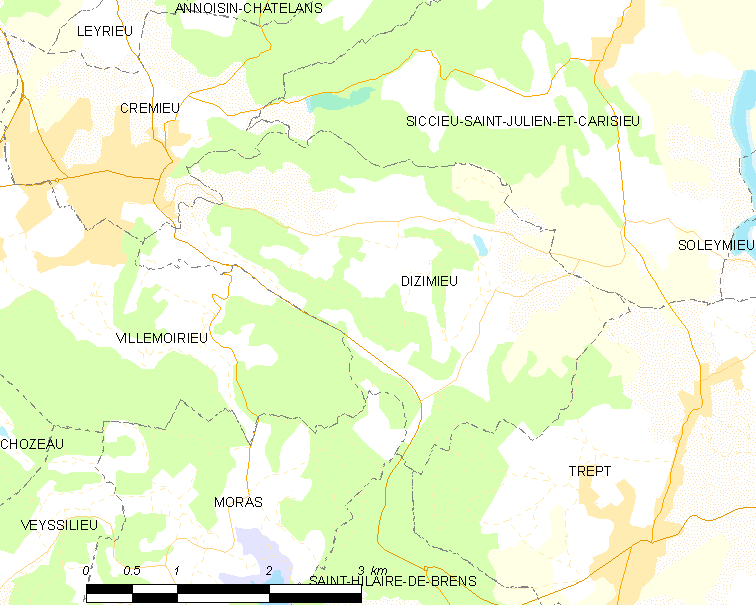
迪济米约的OSM定位图

迪济米约的时区为UTC+01:00、UTC+02:00（夏令时）。

## 行政
迪济米约的邮政编码为38460，INSEE市镇编码为38146。

## 政治
迪济米约所属的省级选区为沙尔维约-沙瓦尼厄县。

## 人口

1962-2008年间迪济米约人口变化图示

迪济米约于2022年1月1日时的人口数量为818人。